# Boží muka (Ptenín)
Boží muka se nacházejí u silnice na Merklín v obci Ptenín, okres Plzeň-jih. Drobná stavba byla v roce 1997 prohlášena kulturní památkou České republiky.

## Popis
Mezi dvěma stromy se nacházela boží muka pravděpodobně z 19. století.
Na kamenném čtvercovém podstavci, který byl později koncem 20. století obetonován, je posazen omítaný hranolový sloupek, zděný z cihel. V bočních stěnách kaplicového nástavce jsou niky se segmentovým záklenkem. Nástavec je ukončen sedlovou stříškou z pálených tašek (bobrovky) s tympanonem ve štítě. Boží muka jsou členěna průběžnou římsou, korunová římsa je profilovaná.
Boží muka byla opravena v roce 2018, kdy došlo též k odstranění betonového soklu. Taktéž byly odstraněny stromy, které svými kořeny stavbu poškozovaly.